# Philibertiella
Philibertiella là một chi rêu trong họ Ditrichaceae.